# Копыльчурылькы
Копыльчурылькы (устар. Кобль-Чурель-Кы) — река в России, протекает в Красноярском крае. Устье реки находится в 1 км по левому берегу реки Чатылькы. Длина реки составляет 43 км.
- В 2 км от устья, по правому берегу, в Копыльчурылькы впадает река Глухариная.

Система водного объекта: Чатылькы → Худосей → Таз → Карское море.

## Данные водного реестра
По данным государственного водного реестра России относится к Нижнеобскому бассейновому округу, водохозяйственный участок реки — Таз. Речной бассейн реки — Таз.
Код объекта в государственном водном реестре — 15050000112115300069022.